# Cruel Intentions
Cruel Intentions is een Amerikaanse film uit 1999 van regisseur Roger Kumble. De productie is een van de verfilmingen van de 18e-eeuwse Franse roman Les Liaisons dangereuses van Pierre Choderlos de Laclos. In tegenstelling tot het boek en de eerdere verfilmingen speelt deze bewerking zich af onder tieners en in het huidige Amerika.

## Verhaal
In het hedendaagse New York maken de rijke en snobistische jongeren Kathryn Merteuil en haar stiefbroer Sebastian Valmont een weddenschap. Als vrouwenverslinder Valmont erin slaagt de keurige Annette Hargrove te ontmaagden, gaat Merteuil met hem naar bed. Lukt dit niet, dan krijgt zij zijn Jaguar. Valmont krijgt spijt van de weddenschap wanneer hij tijdens zijn versierpogingen daadwerkelijk verliefd wordt op Hargrove.
Merteuil speelt daarnaast haar eigen spelletje door Cecile Caldwell het bed van Ronald Clifford in te manipuleren. Ze werd namelijk gedumpt door haar vriend Court Reynolds, die haar heeft ingeruild voor de maagdelijke Caldwell. Merteuil wil wraak nemen door laatstgenoemde in een wellustige slet te veranderen en Reynolds zodoende een "afgelikte boterham" te bezorgen.

## Rolverdeling
| Acteur                | Personage         |
| --------------------- | ----------------- |
| Sarah Michelle Gellar | Kathryn Merteuil  |
| Ryan Phillippe        | Sebastian Valmont |
| Reese Witherspoon     | Annette Hargrove  |
| Selma Blair           | Cecile Caldwell   |
| Louise Fletcher       | Helen Rosemond    |
| Joshua Jackson        | Blaine Tuttle     |
| Eric Mabius           | Greg McConnell    |
| Sean Patrick Thomas   | Ronald Clifford   |
| Swoosie Kurtz         | Dr. Greenbaum     |
| Christine Baranski    | Bunny Caldwell    |
| Alaina Reed Hall      | Zuster            |
| Deborah Offner        | Mrs. Michalak     |
| Tara Reid             | Marci Greenbaum   |
| Herta Ware            | Mrs. Sugarman     |
| Hiep Thi Le           | Mai-Lee           |

## Filmmuziek
1. Placebo – "Every You Every Me (Single Mix)"
2. Fatboy Slim – "Praise you (Radio Edit)"
3. Blur – "Coffee & TV"
4. Day One – "Bedroom Dancing (First Recording)"
5. Counting Crows – "Colorblind"
6. Kristen Barry – "Ordinary Life"
7. Marcy Playground – "Comin' Up From Behind"
8. Skunk Anansie – "Secretly"
9. Craig Armstrong (featuring Elizabeth Fraser) – "This Love"
10. Aimee Mann – "You Could Make A Killing"
11. Faithless – "Addictive"
12. Abra Moore – "Trip On Love"
13. Bare, Jr. – "You Blew Me Off"
14. The Verve – "Bitter Sweet Symphony (Album Version)"

## Overige informatie

### Kijkwijzer
De film is in de Verenigde Staten gecategoriseerd als R-rated. Dit staat voor 18+. In Nederland is de film voor 16 jaar en ouder en in België is de film gecategoriseerd als KNT (Kinderen Niet Toegelaten: 16+). 16; D; S; G.

### Citaat
- (en) "In the game of seduction there's only one rule: never fall in love."

### Vervolgfilms
- Cruel Intentions 2 (2001)
- Cruel Intentions 3 (2004)

Kumble regisseerde ook deel twee. Voor Cruel Intentions 3 gaf hij het stokje over aan Scott Ziehl. Geen van de hoofdrolspelers uit het eerste deel keert terug in een vervolg, hoewel de personages Sebastian en Kathryn ook in het tweede deel de hoofdpersonages zijn.

## Trivia
- De scène waarin Kathryn Merteuil (Sarah Michelle Gellar) Cecile Caldwell (Selma Blair) leert hoe te kussen is als tweede geëindigd in de top 100 meest sexy momenten in de geschiedenis van de film van de Engelse televisiezender Channel 4.